# Conioscinella nidicola
Conioscinella nidicola är en tvåvingeart som först beskrevs av Meijere 1916.  Conioscinella nidicola ingår i släktet Conioscinella och familjen fritflugor. Inga underarter finns listade i Catalogue of Life.